# Trotula

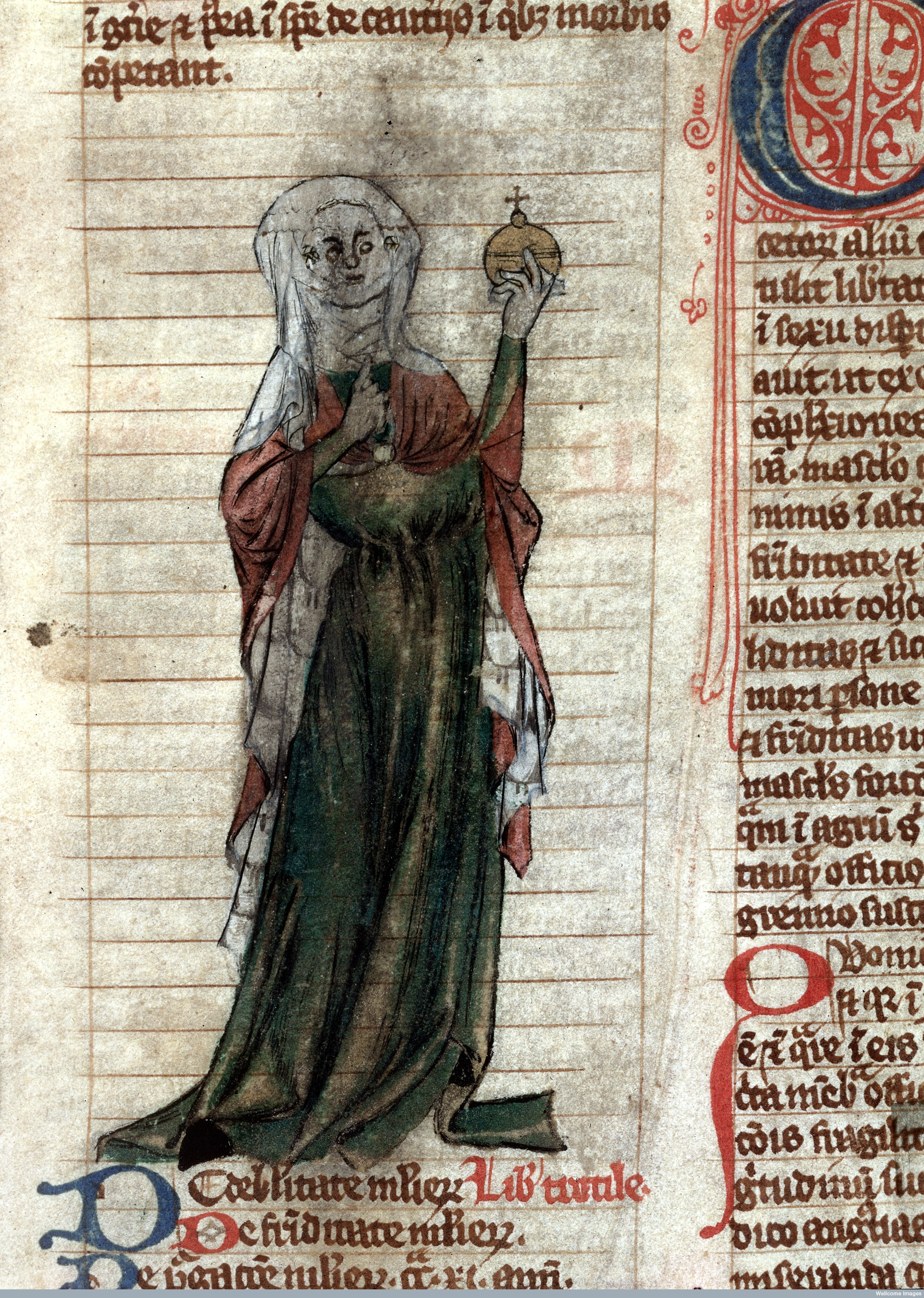
London, Wellcome Library, MS 544 (Miscellanea medica XVIII), begin 14e eeuw (Frankrijk) een kopie van de Trotula boeken, p. 65 (detail): pen en gewassen tekening waarin "Trotula", zou zijn afgebeeld, gekleed in rood en groen met een witte doek om haar hoofd. In haar hand heeft zij een Globus cruciger (wereldbol met een kruis)

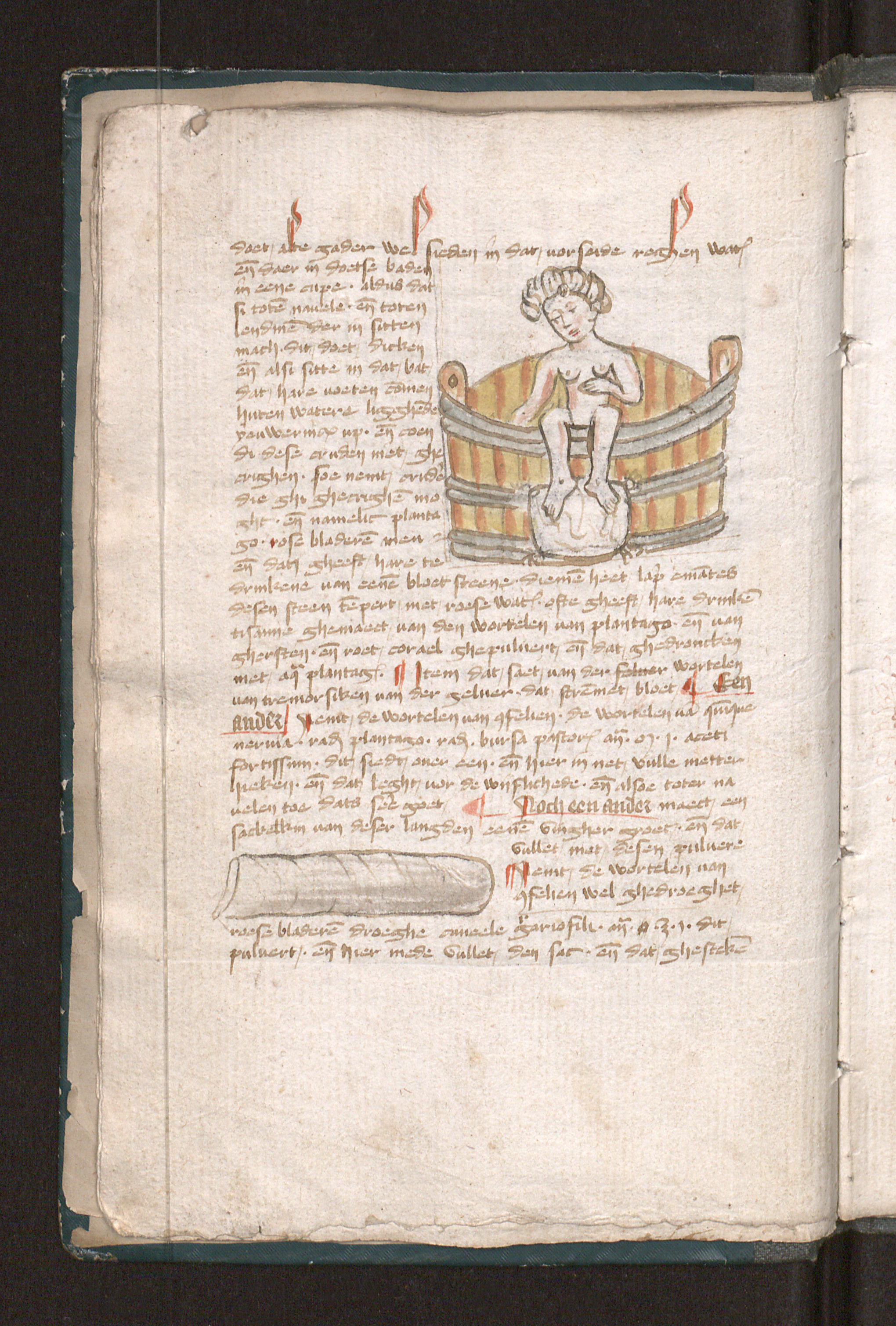
Illustratie van een vrouw in een therapeutisch bad en van een medicinale tampon in een 15de-eeuwse kopie van een Middelnederlandse vertaling van het Liber Trotula (Brugge, Openbare Bibliotheek, Ms. 593, f. 5v).

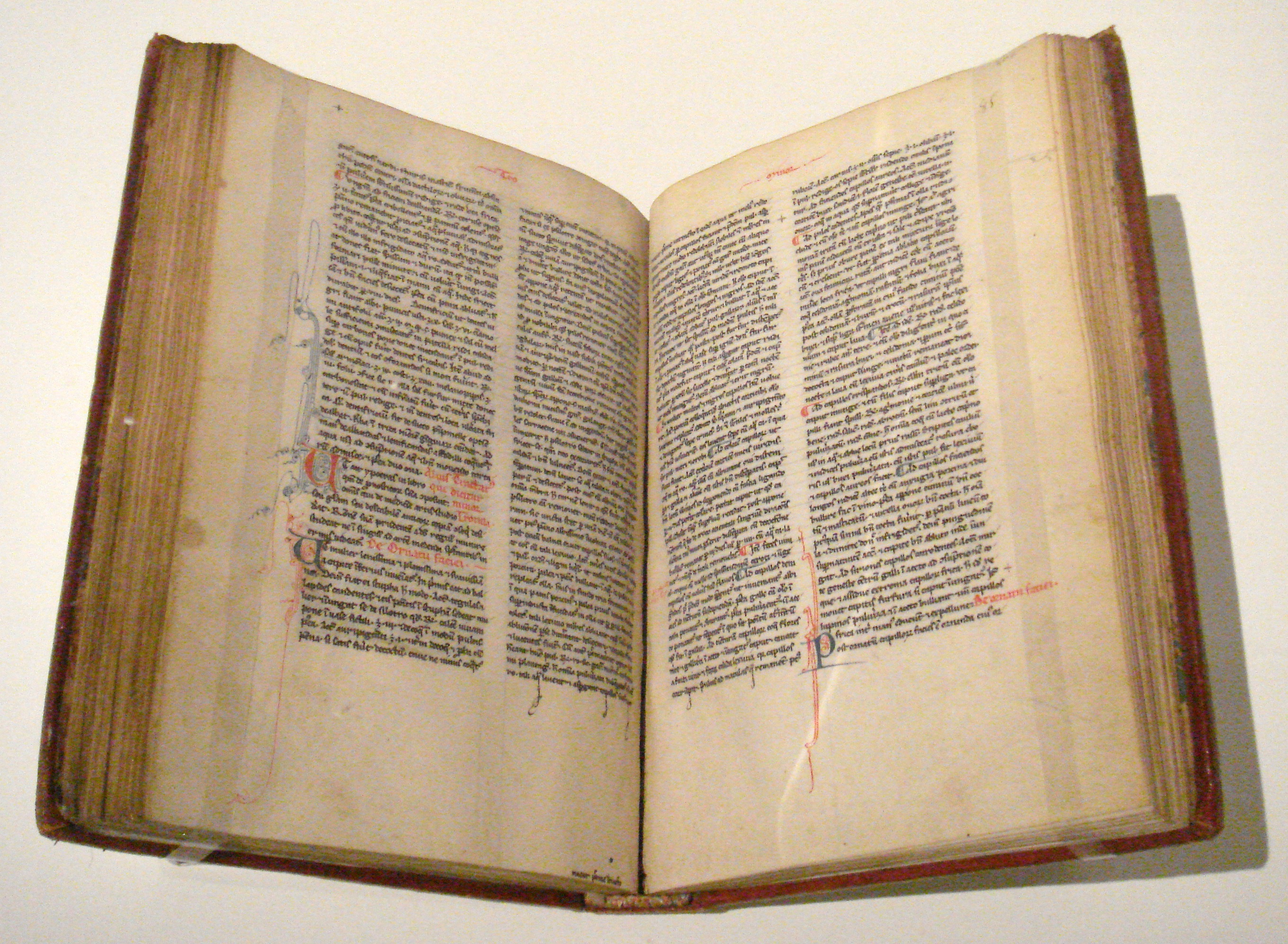
Trotula, Parijs, Bibliothèque nationale de France, MS lat. 7056, midden 13e eeuw. ff. 84v-85r, open bij De ornatu mulierum.

De Trotula is een groep van drie teksten over geneeskunde bij vrouwen, een vroege vorm van gynaecologie. De boeken zijn in de 12e eeuw samengesteld in de Italiaanse stad Salerno. De naam is afkomstig van Trota van Salerno, een vrouwelijke arts en schrijfster, die een van de drie teksten zou hebben geschreven. Trotula is een verkleinwoord van Trota. Tijdens de Middeleeuwen werd Trotula als een echte persoon beschouwd. De teksten circuleerden in deze periode door grote delen van Europa.

## Geschiedenis
De drie boeken zijn afzonderlijk van elkaar ontstaan. Van het Liber de sinthomatibus mulierum zijn drie versies uit de 12e eeuw bekend. Voor 1187 werden de drie boeken bij elkaar gevoegd tot een protoversie van de Trotula.  Na 1250 ontstond de standaard versie, na enkele herzieningen.
Er zijn vele vertalingen van de oorspronkelijk Latijnse tekst gemaakt, in het Engels, Duits, Hebreeuws en Italiaans. Een vertaling in het Iers stamt uit 1352.

## Manuscripten
Er zijn 126 manuscripten van de Latijnse versie van de Trotula bekend, waarschijnlijk slechts een klein deel van het totaal  dat tussen eind 12e eeuw en begin 15e eeuw in Europa gecirculeerd heeft.
In Brugge bevindt zich een Trotula-handschrift in de vorm van een manuscript op papier. Het is aangeschaft door de 19e-eeuwse geneesheer Isaac De Meyer. Zijn zoon Desiré schonk het aan de stad Brugge. In Trinity College bevindt zich een niet complete versie.

## Inhoud van de boeken

### Liber de sinthomatibus mulierum (Boek over de symptomen bij vrouwen)
Dit boek was nieuw in deze periode door de overname van de nieuwe Arabische geneeskunde die in Europa bekend werd. Het boek bevat onder andere overwegingen over menstruatie en de afwijkingen daarvan, over zwangerschap, bevalling en over de behandeling van een pasgeborene. Het betreft sterk achterhaalde visies. Zo werd in dit boek menstruatie gezien als de variant van de nachtelijke zaadlozingen bij mannen.

### De curis mulierum  (Over behandelingen voor vrouwen)
Dit boek wordt toegeschreven aan Trota van Salerno, toen het als afzonderlijke tekst circuleerde. Maar historici zien dit eerder als een teken dat de autoriteit van Trota achter de tekst stond. Het boek is geen samenhangend geheel, maar behandelt gynaecologische, andrologische, pediatrische, cosmetische en andere algemene medische onderwerpen. Er is aandacht voor de behandeling van onvruchtbaarheid. De tekst bevat een aantal pragmatische instructies om maagdelijkheid te "herstellen". Het boek bevat behandeling van problemen met de blaas, maar ook van problemen met gesprongen lippen die veroorzaakt zijn door te veel zoenen.

### De ornatu mulierum (Over de schoonheid/versiering van vrouwen)
Deze tekst bevat een verhandeling over het behouden en verbeteren van vrouwelijk schoonheid. De eerste versies van de tekst bevatten een inleiding waarin de auteur zichzelf voorstelt als een man. De tekst bevat aanbevelingen over de verzorging van het haar (inclusief lichaamsbeharing), gezicht, lippen, tanden, mond en genitaliën. Het boek lijkt niet gericht te zijn op vrouwen, maar op mannelijke artsen, die kunnen profiteren van hun kennis om vrouwen mooi te maken.
De auteur geeft in de originele versie van de tekst krediet aan moslimvrouwen. De cosmetische gewoonten van dezen werden namelijk overgenomen door christelijke vrouwen, met name op Sicilië. Ook geeft de tekst een indruk van de internationale markt van kruiden en geurstoffen, die verhandeld werden in de islamitische wereld. Olibanum, kruidnagel, kaneel, nootmuskaat en laos worden regelmatig in de bereidingen gebruikt.